# Monte Bolo
El monte Bolo (en inglés: Mount Skittle) es una montaña rocosa de 480 m s. n. m. formando el límite norte de la bahía San Andrés, en la costa norte de Georgia del Sur, en el océano Atlántico Sur, cuya soberanía está en disputa entre el Reino Unido el cual las administra como «Territorio Británico de Ultramar de las islas Georgias del Sur y Sandwich del Sur», y la República Argentina que las integra al Departamento Islas del Atlántico Sur, dentro de la Provincia de Tierra del Fuego, Antártida e Islas del Atlántico Sur. El nombre de "Kegel-Berg" (monte bolo) fue dado al sitio por el grupo alemán de las Investigaciones del Año Polar Internacional, de 1882 y 1883. Durante el South Georgia Survey, entre 1951 y 1952, la montaña fue identificada y localizada. el nombre actual fue recomendado por el Comité Antártico de Lugares Geográficos del Reino Unido (UK-APC) en 1954.